# Patrimonialgericht Londorf
Das Patrimonialgericht Londorf (auch: Amt Londorf) war ein Patrimonialgericht der Freiherren von Nordeck zur Rabenau im hessischen Amt Allendorf an der Lumda.

## Zugehörigkeit
Das Patrimonialgericht Londorf bestand aus den Dörfern
| Gemeinde       | Abgang | Nach                 |
| -------------- | ------ | -------------------- |
| Allertshausen, | 1822   | Landgericht Grünberg |
| Climbach,      | 1822   | Landgericht Grünberg |
| Geilshausen,   | 1822   | Landgericht Grünberg |
| Kesselbach,    | 1822   | Landgericht Grünberg |
| Londorf,       | 1822   | Landgericht Grünberg |
| Odenhausen,    | 1822   | Landgericht Grünberg |
| Rüddingshausen | 1822   | Landgericht Grünberg |
| Weitershain.   | 1822   | Landgericht Grünberg |

Diese Dörfer gehörten auch zum Amt Allendorf an der Lumda der Landgrafschaft Hessen-Darmstadt, die 1806 in „Großherzogtum Hessen“ umfirmierte. Die Patrimonialgerichtsbarkeit blieb aber zunächst in den Händen der Freiherren von Nordeck zur Rabenau.

## Entwicklung
Die Patrimonialgerichtsbarkeit umfasste nicht nur die erstinstanzliche Rechtsprechung, sondern auch eine Reihe von Kompetenzen im Bereich der öffentlichen Sicherheit und Ordnung, ähnlich der eines Amtes. Der moderne Staat war daher im Sinne des Gewaltmonopols bestrebt, solche hoheitlichen Kompetenzen selbst zu übernehmen.
Dem Großherzogtum Hessen gelang es 1822 die Hoheitsrechte der Freiherren Nordeck zur Rabenau zu übernehmen. Es gliederte die Dörfer in den Bezirk des Landgerichts Grünberg ein.